# Las misteriosas ciudades de oro
Las misteriosas ciudades de oro (太陽の子エステバン Taiyō no Ko Esuteban en Japón y Les Mystérieuses Cités d'Or en Francia) es una serie animada de televisión franco-nipona-luxemburguesa compuesta de 39 episodios de 28 minutos de duración. Fue creada a partir de la novela The King's Fifth (El camino hacia el oro) de Scott O'Dell. Se estrenó en Japón el 29 de junio de 1982 en el canal NHK. La serie llegó a Europa el 28 de septiembre de 1983 siendo estrenada por el canal francés Antenne 2. La serie, ambientada en el año 1532 narra las aventura de Esteban, un joven español que se embarca rumbo al Nuevo Mundo.

## Música
Haim Saban & Shuki Levy

## Sinopsis
En 1532, en Barcelona, Esteban, un huérfano de doce años, acepta la oferta de un misterioso marinero, Mendoza, para ir al Nuevo Mundo para descubrir las legendarias Ciudades de Oro. Este acepta con la esperanza de poder encontrar a su padre, quien desapareció en un naufragio doce años antes. 
Durante este viaje, el niño se hace amigo de una joven inca llamada Zia, y de Tao, el último descendiente del pueblo de Mu, que vive en las Islas Galápagos. Esteban y Zia descubren que ambos poseen unos extraños colgantes, los medallones del sol, que podrían ser la clave para acceder a las misteriosas Ciudades de Oro. En su aventura descubren a Solaris, una poderosa nave del legendario imperio de Mu, y el Gran Cóndor, un enorme pájaro de oro, les permitirá navegar por el Nuevo Mundo. Sin embargo no estará libre de sobresaltos ya que se verán perseguidos por numerosos enemigos.

## Reparto principal
- Esteban: Mendoza lo salva del naufragio del barco de su padre cuando era un recién nacido. Huérfano, de vuelta a Barcelona, es acogido por el Padre Rodríguez. Mendoza le convence para que se una a su expedición al Nuevo Mundo a bordo de la Esperanza, un buque de la Armada Española. Es conocido por todos como «el hijo del sol» dada su capacidad para invocar el astro solar. Posee un medallón que representa el sol.

- Zia: Es una joven inca traída a España por el gobernador Pizzarro. Embarca también en la Esperanza dado que es la única capacitada para descifrar el quipu de oro que posee Pizzarro. Lleva un medallón del Sol similar al de Esteban.

- Tao: Último descendiente de la civilización de Mu, Tao vive en las Islas Galápagos cuando conoce a Esteban, Zia y Mendoza. Le acompaña un loro llamado Pichu. Ingenioso y espabilado, tiene una gran capacidad para sacar a sus amigos de los apuros en los que se encuentran.

- Mendoza: Marino, piloto y navegante emérito, Mendoza es un personaje carismático preocupado por descubrir las Ciudades de Oro y los tesoros que contienen. Más allá de sus cualidades y sus defectos, Mendoza será un valioso aliado de Esteban en sus aventuras.

## Máquinas
- Gran Cóndor. Es un enorme pájaro de oro. Es muy útil ya que puede volar muy rápido, sin embargo carece de armas. (Con la excepción del "brillo" en el episodio 30).

- Solaris. Es un legendario barco gigantesco hecho de oro y otros metales que pertenece al imperio de Mu. Fue descubierto por Mendoza. Aparentemente lento, pesado y poco eficaz en combate dado los materiales usados en su construcción tiene, sin embargo, la facultad de transformarse, activando una pequeña palanca. Se convierte así en un buque muy veloz y dotado de una placa reflectante que le permite disparar un rayo luminoso muy poderoso.

## Episodios
1. Esteban, hijo del sol
2. Hacia el Estrecho de Magallanes
3. El terrible tornado
4. La deriva en el mar infernal
5. La Isla en el fin del mundo
6. Solaris, la gigantesca nave del imperio de Mu
7. El secreto de Solaris
8. El nuevo continente
9. El final de Solaris
10. El secreto del templo subterráneo
11. Mensajeros de los Misterios
12. El secreto colgantes
13. El misterio de los padres de Esteban
14. Los dos colgantes
15. La última fuga
16. El ataque de los buitres gigante
17. El gran cóndor de oro
18. El primer vuelo de la Gran Cóndor
19. El secreto de la Gran Cóndor
20. Un nuevo viaje
21. El Amazonas
22. La bruja de la selva
23. La ira de dios maya
24. El secreto de la máscara de jade
25. El misterio de la fuente sagrada
26. Las marismas del dios de la lluvia
27. Decodificación de los manuscritos
28. El bosque de estatuas de piedra
29. La base de los Olmecas
30. Escape
31. El pueblo del nuevo sol
32. El retorno de la Gran Cóndor
33. La revuelta de los mayas
34. La gran batalla
35. El secreto de los Olmecas
36. Los Olmecas Máquina
37. A las puertas de la ciudad de oro
38. El gran legado
39. El fin de la Ciudad de Oro

## Características de la serie
Desde un punto de vista narrativo, las misteriosas Ciudades de Oro es una obra clásica, lo que representa un descubrimiento en la búsqueda de un modelo en la literatura o el cine. La serie es una parte integral, desde su primera emisión de televisión del patrimonio y la cultura de habla francesa. La riqueza de su escenario para el público en general, la calidad de la música, la animación a copiar las habilidades de la época, y la representación de un viaje, todavía sirven como referencia. Prueba de ello es la serie de Cartoon francés más popular en Internet, varias décadas después de su difusión. 
La serie se basa en su propio guion, que tiene casi nada en común con la novela de Scott O'Dell, que, según los genéricos, ha inspirado. Están los nombres de algunos personajes, y el tema general de la búsqueda de Ciudades de Oro y Eldorado. Es innegable que la considera realista (la mayoría de los personajes, lugares y aventuras se basan en hechos reales y también se especifica en el documental que sigue a cada episodio) y la oscuridad son los dos en la novela que en el dibujos animados, este último centrado en la evasión y de ensueño, no dudan en introducir una dosis de fantasía o ciencia ficción. 
Cada episodio era seguido por un mini documental sobre la cultura precolombina, lo que daba un contexto histórico y geográfico de la ficción.
Esta serie ha sido uno de los que tienen más niños, niñas y adolescentes en 1980 [ref. necesario], ambos en busca de su escenario, la belleza de sus dibujos y la representación de un mundo desaparecido en gran parte, como la instalación de los espectadores a identificarse con el héroe y el mundo conocen a través de Inca a través de documentales. La construcción y la narración bastante lineal (flashbacks se presentan principalmente como visiones o sueños imaginarios) hacen de esta serie una verdadera epopeya comparable a las grandes obras de la literatura y el cine.

## Secuelas y adaptaciones
Jean Chalopin escribió una secuela de la serie financiada por productores japoneses y por la cadena francesa TF1. Las imágenes de la nueva serie fueron presentadas en la Japan Expo 2003 por el realizador Bernard Deyriès. Está previsto que la producción de la secuela se inicie a finales de 2009. La directora de programas juveniles de TF1, Dominique Poussier, ha hecho público la compra de tres nuevas temporadas de la serie. 
Deyris Bernard, codirector y escritor de la primera serie, tomará parte también en esta nueva serie. De hecho los nuevos capítulos seguirán el mismo esquema que la primera temporada recuperándose todo los personajes de la serie original.

## Películas
Jean Chalopin recuperado todos los derechos de la serie y hay dos películas que muestran la serie para 2008. Esto no es una secuela, sino una adaptación cinematográfica de la serie con una mezcla de imágenes en 2D y 3D. 
Otros dibujos animados inspirada novela del mismo 
El 16 de diciembre de 2006, y AK Benj Video Productions han publicado otra versión animada de la novela El Rey de la Quinta por Scott O'Dell, llamado Esteban y Zia en busca de las 7 ciudades de oro. Aunque más cerca de la novela, esta película de animación no es un resultado de las misteriosas ciudades de oro. Esta nueva adaptación ha sido muy controvertido por los fanáticos de la serie. 

## Difusión

### En la televisión francesa
La serie se volvió a emitir en varias cadenas de la televisión francesa. 
En primer lugar, se emiten a partir del miércoles, 28 de septiembre de 1983, sobre Antenne 2, en el famoso programas para la juventud Récré A2. Fue la segunda serie de animación franco-japonesa que se transmitió en la televisión francesa, justo después de Ulises 31, tres años antes. 
A finales de los años 80 se emite por ETB (televisión pública vasca), doblada al euskera.
En marzo de 2001, el canal público, que fue coproducido la serie, ha permitido a la serie de Teletoon, el canal de la juventud GST. 
Posteriormente, France 5 serie al aire a partir del 6 de enero de 2003 en Midi les Zouzous de emisión. La serie también se beneficiaron de repeticiones en el canal en 2004 y 2005. 
En febrero de 2004, TV Breizh, que tiene la serie que, para la ocasión, tiene una emisión VM (versión multilingüe) en francés y en bretón, el bretón ha sido creado para la ocasión Dizale por la asociación, en virtud de Bügel un Heol. 
En enero de 2006, la cadena de Canal Sat, Mi Planeta, que se hizo cargo de la serie. 
Desde el 6 de febrero de 2007, la juventud canal de la TDT, Gulli, a su vez emite la serie.
En Chile fue Transmitido por Canal 13 desde los años 1993 al 1995

### En DVD
La misteriosas Ciudades de Oro - Completa (15 de octubre de 2007)